# Ед О'Браєн
Едвард Джон О'Браєн (англ. Edward John O'Brien; нар. 15 квітня 1968, Оксфорд, Англія) — англійський гітарист, автор пісень та учасник рок-гурту Radiohead. Випускає сольну музику під псевдонімом EOB.
О'Браєн відвідував Абінгдонську школу в Оксфордширі, де він познайомився з іншими учасниками Radiohead. За словами О'Браєна, його роль у гурті полягала в «обслуговуванні треків» і підтримці автора пісень Тома Йорка. У гурті він часто створює ембієнтні звуки і текстури, використовуючи процесор ефектів, сустейн і електронний смичок (EBow), також виконує бек-вокал.
Перший сольний альбом О'Браєна Earth, вийшов у 2020 році. О'Браєн писав пісні роками, але йому бракувало впевненості, і він відчував, що вони мають характер, який буде втрачено з Radiohead. У лютому 2020 року він розпочав північноамериканський тур; більший тур був скасований через пандемію COVID-19.
2010 та 2023 року журнал Rolling Stone включив О'Браєна у список найвидатніших гітаристів усіх часів. Разом з іншими учасниками Radiohead він був включений до Зали слави рок-н-ролу у 2019 році.

## Ранні роки
О'Браєн народився 15 квітня 1968 року. Його сім'я походить з міста Балліпорін, що в Ірландії. У дитинстві О'Браєн захоплювався крикетом і театром. Його батьки розлучилися, коли йому було 10 років; за його словами, саме тоді музика стала його «притулком». Він виріс, слухаючи такі постпанк гурти, як Siouxsie and the Banshees, Adam and the Ants, Depeche Mode, The Police та Девіда Бові. Він розповідав: "Це був дуже ембріональний час для музики, тому що люди, які ходили до коледжу мистецтв, або художники, або музиканти, раптом думали: «О, я можу бути таким».
Учасники Radiohead познайомилися під час навчання в Абінгдонській приватній школі для хлопчиків. Коли О'Браєн грав Лісандра у шкільній постановці «Сну літньої ночі», він познайомився з Томом Йорком, який писав музику до постановки. Йорк запросив його на джем-сесію. За словами О'Браєна, "до цього життя було трохи заплутаним, трохи лайном. А потім раптом… я відчув щось дуже сильне, майже як якесь прозріння, майже як: «Ось воно».
О'Браєн, разом з барабанщиком Філіпом Селвеєм, був на рік старший за Йорка та басиста Коліна Грінвуда, і на три роки старший за брата Коліна, мультиінструменталіста Джонні Ґрінвуда. 1985 року вони утворили гурт On a Friday, назва якого відсилає до звичайного дня репетицій гурту в шкільному музичному кабінеті. О'Браєн вивчав економіку в Манчестерському університеті.

## Кар'єра

### Radiohead

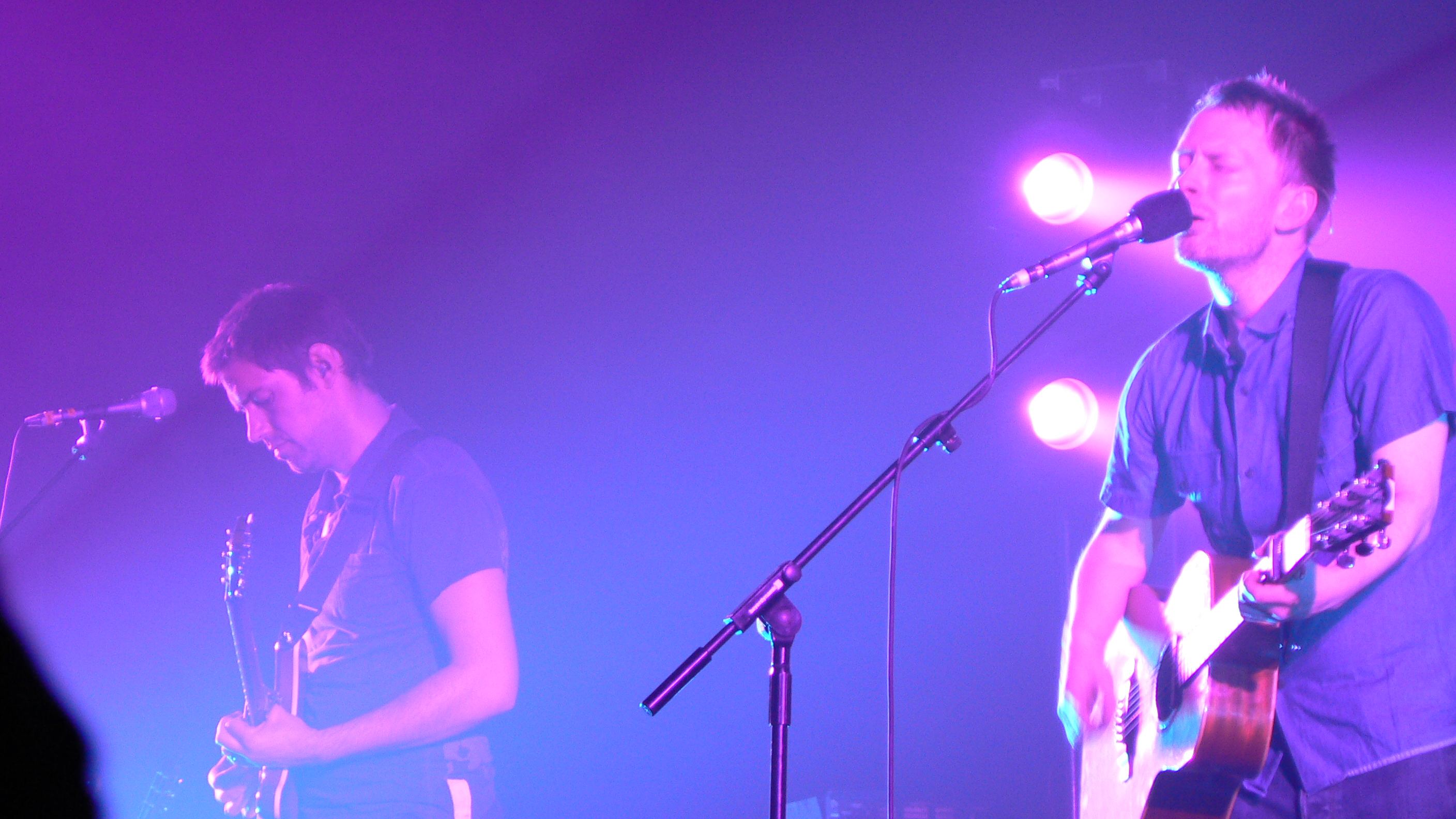
О'Браєн (ліворуч) виступає з Radiohead в Амстердамі, травень 2006 року

У 1991 році On a Friday підписали контракт із лейблом EMI і змінили назву на Radiohead. Гурт швидко здобув успіх, випустивши дебютний сингл 1992 року «Creep». Їхній третій альбом, OK Computer (1997), приніс їм міжнародну славу і часто визнається одним із найкращих альбомів усіх часів. OK Computer показав, що О'Браєн використовує менше дисторшну і більше дилею та інших ефектів, створюючи звук, який «більше стосується текстур». О'Браєн впав у депресію під час тривалого туру OK Computer, але зосередився на підтримці Йорка. Після туру він повернувся до Оксфорда, вживав велику кількість наркотиків і ще більше впадав у депресію. Він сказав: «Я був самотній, сам по собі… Я був найнижче, ніж будь-коли. У цьому також була іронія — ти на вершині, це старе кліше».
Наступні альбоми Radiohead, Kid A (2000) і Amnesiac (2001), ознаменували драматичні зміни у звучанні, включивши в себе вплив електронної музики, класичної музики, джазу та краутроку. Спочатку О'Браєн не сприймав зміну напрямку, кажучи: «Це страшно — усі почуваються невпевнено. Я гітарист, і раптом мені здається, що в цьому треку немає ні гітар, ні барабанів». За порадою Майкла Брука, творця «нескінченної гітари» («Infinite Guitar»), Ед О'Браєн почав використовувати одиниці сустейну, які дозволяють гітарним нотам бути витриманими нескінченно довго. Він поєднав їх із зацикленням і ефектами дилею, щоб створити звуки, схожі на синтезатор. О'Браєн вів онлайн-щоденник про прогрес Radiohead під час запису.
Під час запису альбому In Rainbows (2007) О'Браєн вважав, що Radiohead ніколи не запишуть нового альбому. Пізніше він сказав: «Однією з моїх мантр під час запису було: 'Я роблю це востаннє. Я ніколи не зможу зібрати енергію, щоб зробити це знову. Тому я збираюся вкласти в нього все, що можу'.» Він був мотивований бажанням закріпити статус Radiohead як великого гурту, і сказав у 2008 році: «На мою думку, ми записали три дійсно чудові альбоми: The Bends, OK Computer і Kid A. Нам потрібен був ще один чудовий альбом, щоб закріпити це».
До 2011 року Radiohead продали понад 30 мільйонів альбомів в усьому світі. У березні 2019 року вони були включені до Зали слави рок-н-ролу; О'Браєн і барабанщик Radiohead Філіп Селвей були присутні на церемонії включення і виступили з промовами. О'Браєн подякував своїм колегам по гурту за їхню музику і дружбу, сказавши, що «деякі ночі, які ми проводимо в репетиційній студії, схожі на трансцендентні моменти».
У 2020 році О'Браєн сказав, що його роль у Radiohead полягає в «обслуговуванні пісень» і підтримці Йорка. Він сказав: «Я завжди був йому як старший брат … Я завжди кажу, що він був як тато гурту, а я — мама. Моя робота полягала в тому, щоб завжди обіймати його, а його робота полягала в тому, щоб бути Томом». Продюсер Radiohead, Найджел Ґодріч, описав О'Браєна як «дуже великого дипломата».

### Сольна робота
О'Браєн випускає сольну музику під псевдонімом EOB. Після створення демо-записів з продюсером Яном Девенпортом у 2014 році, він записувався з Марком Еллісом з кінця 2017 до початку 2019 року. 4 жовтня 2019 року вийшов його перший сольний трек, ембієнт-композиція «Santa Teresa». Він писав пісні роками, але йому не вистачило впевненості, щоб донести їх до Radiohead, він відчував, що вони мають «особливу енергію», яка буде втрачена, якщо вони стануть «гібридним продуктом».
Дебютний сольний альбом О'Браєна, Earth, вийшов 17 квітня 2020 року на Capitol Records і отримав позитивні відгуки. У ньому беруть участь барабанщик Омар Хакім, учасники The Invisible Натан Іст і Дейв Окуму, фолк-співачка Лора Марлінг, гітарист Portishead Адріан Атлі, барабанщик Wilco Гленн Котче та басист Radiohead Колін Ґрінвуд. Музика була натхненна перебуванням О'Браєна в Бразилії та відвідуванням карнавалу, який він описав як «момент музичної еврики». Перший трек, «Brasil», вийшов 5 грудня 2019 року, а 6 лютого — «Shangri-La». У лютому 2020 року О'Браєн розпочав північноамериканське турне; більшу частину туру було скасовано через пандемію COVID-19.
Ед О'Браєн зробив ремікс на пісню Пола Маккартні «Slidin'» для альбому реміксів «McCartney III Imagined» (2021). У січні 2024 року Ед заявив, що «глибоко занурився» у запис свого другого альбому.

### Інша діяльність

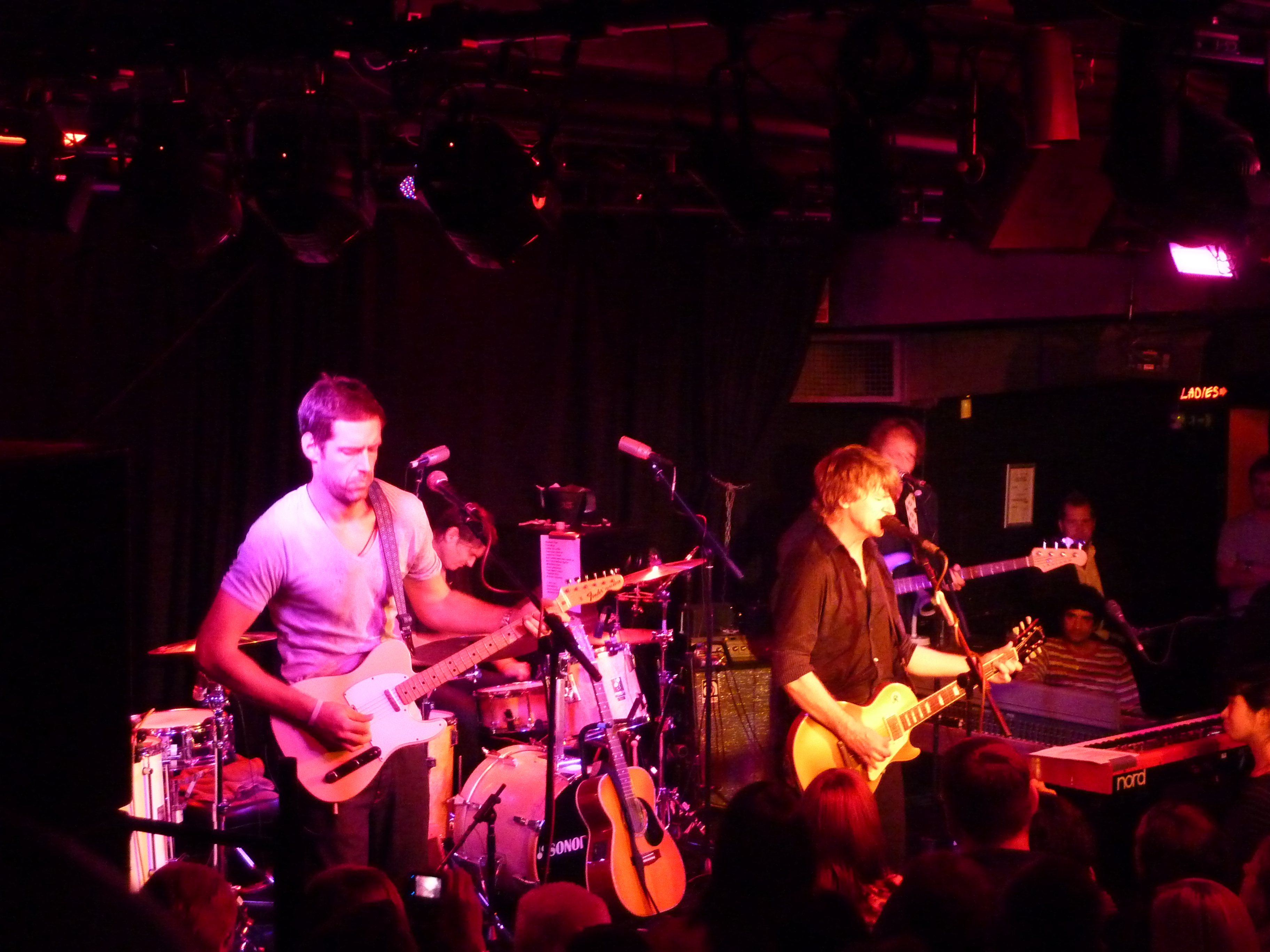
О'Браєн з 7 Worlds Collide, 2009

У 1999 році О'Браєн взяв участь у створенні саундтреку до драматичного серіалу BBC «Eureka Street». 2003 року він зіграв на гітарі на альбомі Asian Dub Foundation «Enemy of the Enemy». О'Браєн і Селвей гастролювали і записувалися з Нілом Фінном у рамках проєкту 7 Worlds Collide; Ед виконав гітарні партії і бек-вокал на їхньому концертному альбомі 2001 року і студійному альбомі 2009 року «The Sun Came Out».
О'Браєн є директором-засновником Featured Artists Coalition, некомерційної організації, створеної для захисту прав популярних музичних виконавців, особливо в цифрову епоху. 16 квітня 2011 року він виступив у прямому ефірі спортивної програми Fighting Talk на BBC Radio 5 Live на підтримку Дня Музичних Магазинів.
О'Браєн працював з Fender над створенням фірмової моделі гітари EOB Stratocaster, яка надійшла в продаж у листопаді 2017 року. Вона оснащена тремоло-бриджем і звукознімачем сустейнового типу.
У 2013 році О'Браєн став співзасновником The Laundry — робочого простору, ресторану та нічного клубу, переобладнаного з пральні на Лондонських полях. 2019 року рада лондонського Гекні оголосила, що будівля буде знесена, щоб звільнити місце для елітних квартир.
У 2014 році О'Браєн та Селвей підписали відкритого листа, протестуючи проти заборони гітар у британських в'язницях. 2019 року О'Браєн приєднався до проєкту «Нехай співає природа» Королівського товариства охорони птахів, метою якого було включення співу птахів до британських хіт-парадів, щоб підвищити обізнаність про занепад пташиного світу Британії. 2020 року О'Браєн взяв участь у створенні відео-курсу Ear Opener, спрямованого на допомогу молодим людям у написанні музики. У листопаді того року він дав свідчення під час розслідування Комітету з цифрових технологій, культури, медіа та спорту Великобританії про вплив потокового передавання на музичну індустрію. Він сказав, що хотів виступити від імені менш успішних артистів, якими, на його думку, «скористалися».

## Музичний стиль
За словами О'Браєна, його роль у Radiohead полягає у підтримці автора пісень Тома Йорка, і «обслуговуванні пісень». Він сказав про свою гру: «Я буквально навчився грати на своєму інструменті в групі, тому я починав дуже обмежено — і я все ще дуже обмежений. Але мені пощастило, тому що я грав у гурті, який не вимагав від тебе бути віртуозом». 2010 О'Браєн посів 59 місце у списку найвидатніших гітаристів усіх часів року за версією журналіста Rolling Stone Девіда Фріке. Ед також виконує бек-вокал, який Pitchfork описав у 2006 році як «найпостійнішу таємну зброю Radiohead».
У той час як Джонні Ґрінвуд грає більшість партій соло-гітари Radiohead, О'Браєн часто створює ембієнт-ефекти, широко використовуючи процесори ефектів. Він розповів про це: «Це схоже на те, як ви створюєте полотно. Це відбувається під акомпанемент того, як Том грає акорди на фортепіано — ти створюєш хмару ефектів позаду». О'Браєн зазвичай грає на Fender Stratocaster, включаючи версію Еріка Клептона. Також Ед використовує гітари Gretsch і Rickenbacker, включаючи дванадцятиструнний Rickenbacker. 2017 року О'Браєн сказав, що його найбільш використовувані ефекти — це дисторшн, дилей Electro-Harmonix Memory Man і пітч-шифтер DigiTech Whammy.

### Вплив
Першим гітаристом, який вплинув на О'Браєна, був Енді Саммерс з The Police, особливо його використання ефектів дилея і хорусу в пісні «Walking on the Moon». На нього також вплинули Пітер Бак з R.E.M., Пол Веллер з The Jam, Джонні Марр з The Smiths, Джон МакГіч з Magazine і Siouxsie and the Banshees, а також Едж з U2. О'Браєн захоплювався тим, як ці гітаристи створювали «простір», замість того, щоб грати звичайні соло, він розповідав: «Вони були чудовими гітаристами, але вони не були соло-гітаристами… Мої улюблені гітаристи знають, коли не варто грати».
О'Браєн називає американський гурт Phish одним із тих, хто вплинув на його сольні концерти: «[Вони] схожі на джазовий гурт; вони готові ризикувати заради миті музичної трансцендентності. Це те, чого я прагну — я хочу долучитися до цього.» Він називав музику Бразилії, зокрема, музику Бразильського карнавалу та Хорхе Бена, як фактор впливу на альбом Earth. Серед інших впливів — Earth, Wind & Fire, Arcade Fire, Underworld, Білл Візерс, Talking Heads і «кельтська, народна» музика Led Zeppelin.

## Особисте життя
О'Браєн живе в Лондоні та Уельсі з дружиною Сьюзен Кобрін, яка працювала в Amnesty International. У подружжя є син, який народився в січні 2004 року, і дочка, яка народилася в 2006 році. О'Брайен — фанат крикету і вболіває за футбольний клуб «Брентфорд». Близько 2000 року він відмовився від алкоголю і зайнявся медитацією; за його словами: «Алкоголь виводив мене з себе. Я думав — я можу продовжувати, або я можу стати кращою людиною». 2011 року О'Браєн з родиною на рік переїхав до Бразилії, де жив на фермі поблизу Убатуби. У березні 2020 року О'Браєн повідомив, що заразився COVID-19 і одужує в ізоляції.

## Сольна дискографія

### Студійні альбоми
- 2020 — Earth